# آرلینگتون (تگزاس)

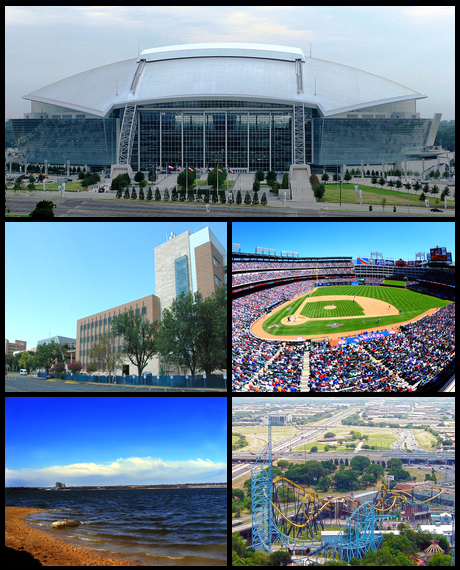

آرلینگتون (به انگلیسی: Arlington) شهری در ایالت تگزاس در آمریکاست. این شهر قسمتی از کلان‌شهر دالاس-فورت وورث است.

## مراکز علمی
دانشگاه تگزاس در آرلینگتون در این شهر قرار دارد.

## تیمهای ورزشی

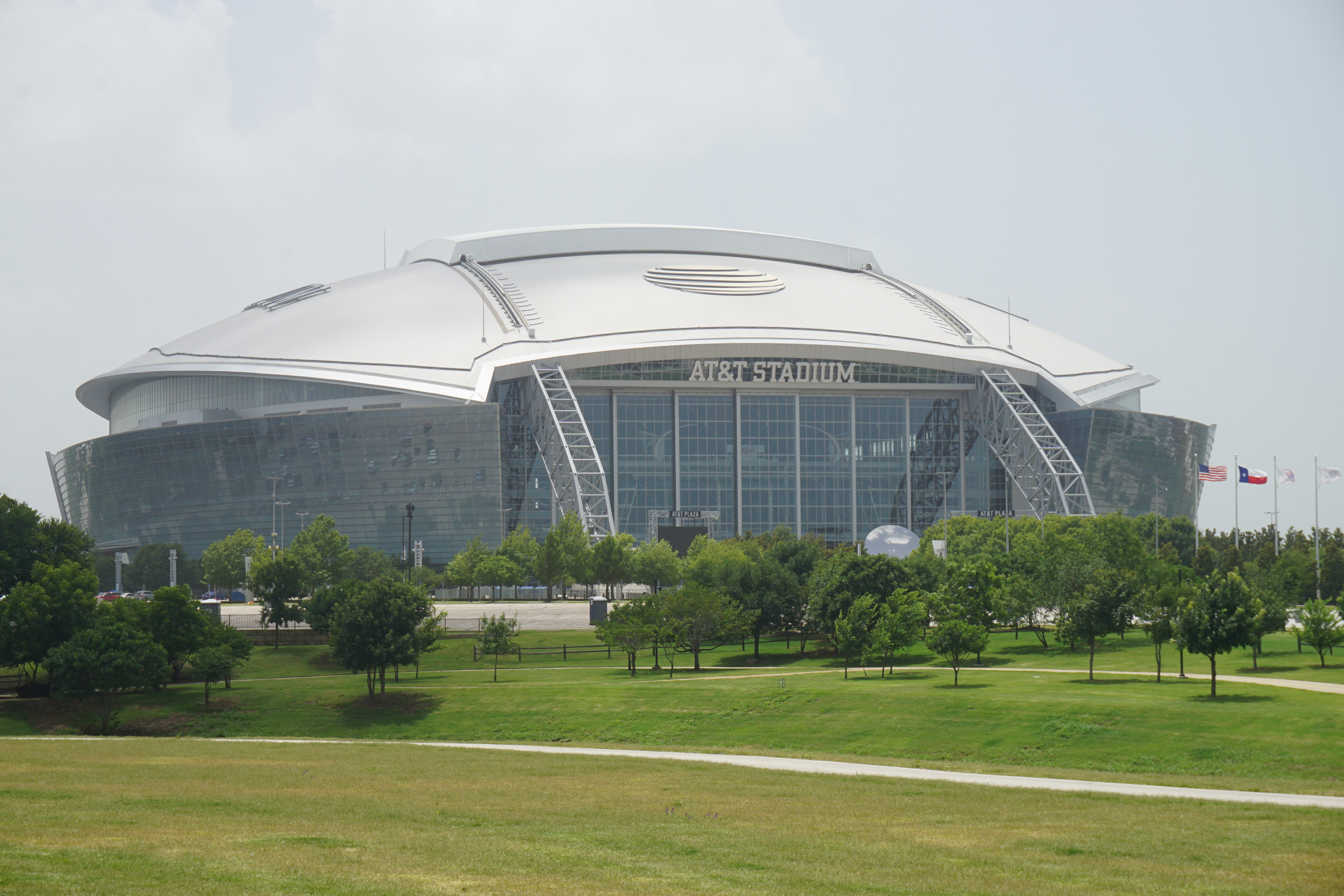
استادیوم AT&T واقع در آرلینگتون تگزاس، ژوئن ۲۰۲۰

تیم ورزشی تگزاس رنجرز یکی از تیمهای مهم لیگ بیسبال آمریکا است.
ورزشگاه کاوبویز نیز در این شهر قرار دارد.